# Saperda lateralis rileyi
Saperda lateralis rileyi es una subespecie de escarabajo longicornio del género Saperda, tribu Saperdini, subfamilia  Lamiinae. Fue descrita científicamente por Schiefer en 2010.

## Descripción
Mide 9-14,9 milímetros de longitud.

## Distribución
Se distribuye por Estados Unidos.